# Waltherus Hubertus van Besouwen
Waltherus Hubertus van Besouwen (Drunen, 7 september 1857- aldaar, 7 november 1926) was een Nederlands geestelijke en muzikant.
Hij werd geboren binnen het broodbakkersgezin van Martinus van Besouwen en Anna Marie Crouwers. In april 1926 werd hij ziek, in september kreeg hij eervol ontslag, en in november dan dat jaar overleed hij in zijn geboorteplaats, maar werd begraven in zijn laatste standplaats Enschot.
Hij was jarenlang docent muziek (Professor der muziek) aan het kleinseminarie Beekvliet in  Sint-Michielsgestel. Ook was hij jaren secretaris dan wel voorzitter van het diocesaan bestuur van de Gregoriusvereniging in Den Bosch. Voorts was hij kapelaan te Someren en Nijmegen en pastoor te Tilburg (Korvel) en Enschot. Daarnaast was hij organist, dirigent. In de hoedanigheid van organist hielp hij bij renovaties van diverse kerkorgels.
Van zijn hand verschenen enkele werken binnen het genre kerkmuziek:
- Missa D. Lamberti, lofzang voor vier gelijke stemmen
- Twee litanieën van Onze Lieve Vrouw voor driestemmig mannenkoer en orgel
- XVIII Cantica, die- en vierstemmig
- Jubilé hulde, driestemmig mannenkoor en kwartet met orgel
- Leo-Cantate, vierstemmig mannenkoor (solisten en koor) met piano
- Hymnus Te Deum Laudamus, vierstemmig mannenkoor